# 松本丘
松本 丘（まつもと たかし、1968年 - ）は、日本の神道学者。現在、皇學館大學文学部神道学科教授。神道史、神道思想史が専門。

## 人物
東京都出身。1991年3月に國學院大學文学部神道学科を卒業後、1993年3月に同大学院文学研究科神道学専攻博士課程前期修了。國學院大學講師等を経て現職。2010年1月に皇學館大学博士（文学）を取得。趣味は歴史偉人の墓巡り。

## 著書

### 単著
- 『尚仁親王と栗山潜鋒』（神道史学会発行・勉誠出版、2004）
- 『垂加神道の人々と日本書紀』（弘文堂、2008）
- 『近世の神宮と式年遷宮』（皇學館大学出版部、2009）

### 共著
- 『日本文化を知る講座』（國學院大學日本文化研究所、2002）
- 『現代における宗教者の育成』（大正大学出版会、2006）
- 『国家神道再考－祭政一致国家の形成と展開』（弘文堂、2006）